# کیرن آدامز
کیرن آدامز (انگلیسی: Kieran Adams؛ زادهٔ ۲۰ اکتبر ۱۹۷۷) یک بازیکن فوتبال است. 
از باشگاه‌هایی که در آن بازی کرده‌است می‌توان به باشگاه فوتبال بارنت و باشگاه فوتبال بیلریکای اشاره کرد.